# Christian Heinrich Pander
Heinz Christian Heinrich Pander (Riga, 23 luglio 1794 Cal.greg. – San Pietroburgo, 22 settembre 1865 Cal.greg) è stato un medico tedesco.
Naturalista dell'ambasciata russa di Bukhara, nel 1823 divenne membro dell'Accademia delle scienze di San Pietroburgo. 
Insieme a Martin Heinrich Rathke e Karl von Baer è considerato uno dei padri dell'embriologia; fu inoltre un grande luminare dell'osteologia comparata.
Nel 1857 l'Accademia russa delle scienze gli assegnò il Premio Demidoff.